# Supercoppa rumena 2019 (pallavolo maschile)
La Supercoppa rumena 2019 si è svolta il 23 ottobre 2019: al torneo hanno partecipato due squadre di club rumene e la vittoria finale è andata per la seconda volta consecutiva all'Arcada Galați.

## Regolamento
Le squadre hanno disputato una gara unica.

## Squadre partecipanti
| Squadra         | Qualificazione                      |
| --------------- | ----------------------------------- |
| Arcada Galați   | Vincitrice Divizia A1 2018-19       |
| Dinamo Bucarest | Vincitrice Coppa di Romania 2018-19 |

## Torneo
| 23 ottobre 2019 Sala Polivalentă, Alexandria Durata: ? - Spettatori: ? | Arcada Galați | 3 - 2 | Dinamo Bucarest | 25-17, 19-25, 26-24, 24-26, 16-14 |